# Kirche Holzhausen (Leipzig)

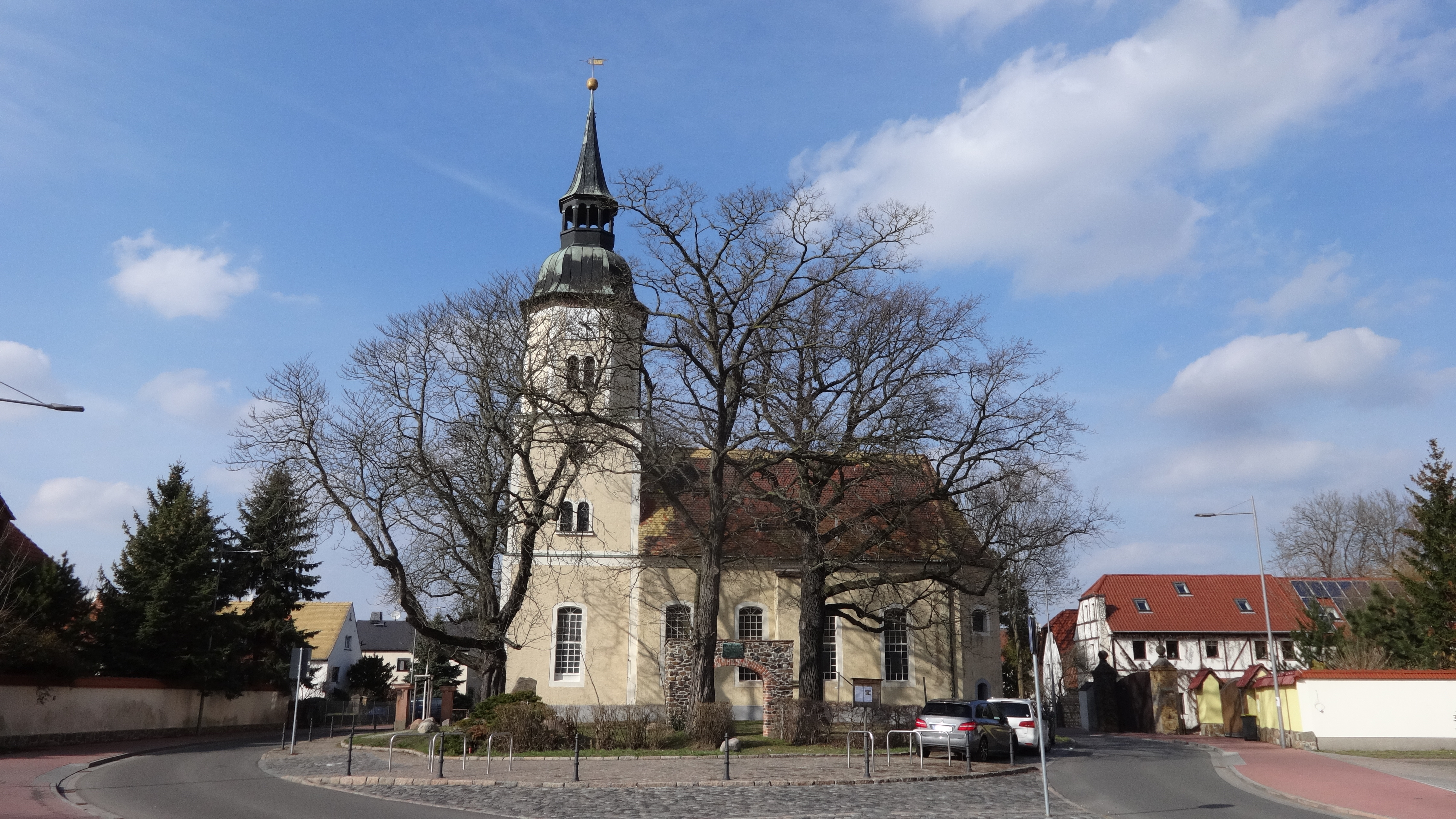
Kirche Holzhausen (2018)

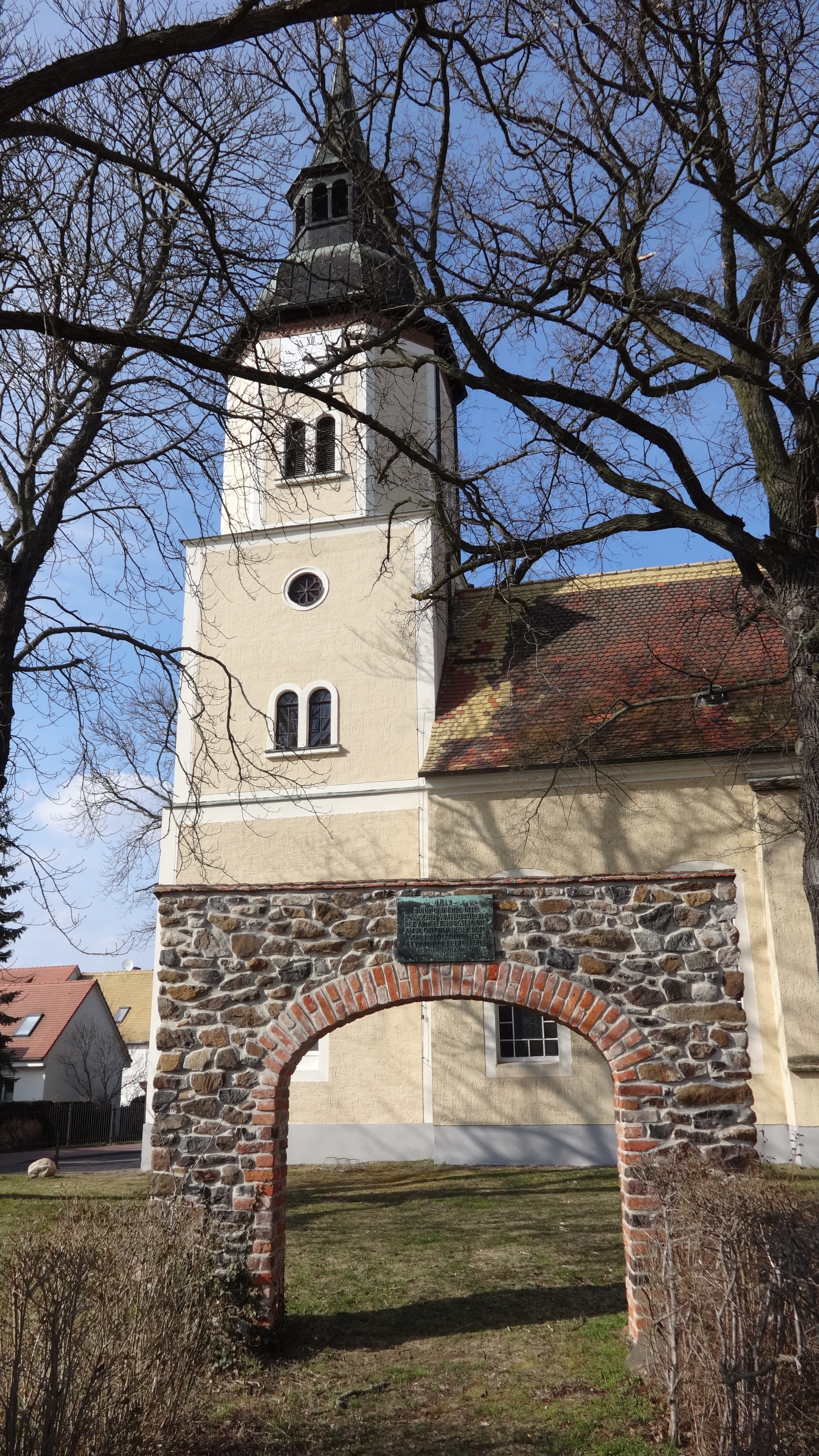
Torbogen und Gotteshaus

Die Kirche Holzhausen ist ein Kirchengebäude der Evangelisch-Lutherischen Landeskirche Sachsens in Holzhausen, einem Stadtteil am südöstlichen Stadtrand von Leipzig. Sie steht im Ort direkt auf der Hauptstraße – diese verläuft beidseitig mit je einer Fahrspur vorbei am quer zur Fahrtrichtung gebauten Gotteshaus. Die Kirche Holzhausen steht unter Denkmalschutz.

## Entwicklung
Die erste urkundliche Erwähnung Holzhausens stammt aus dem Jahr 1289. Was für einen Sakralbau es damals gab, ist nicht überliefert. 
In Leipzig fiel die Kirchgemeinde in den Jahren 1529 bis 1539 auf, weil zahlreiche Bürger Leipzigs immer wieder sonntags nach Holzhausen gingen. Sie strebten zu den dortigen evangelischen Gottesdiensten. Grund dafür war: Holzhausen und Zuckelhausen zählten damals zum Amtsbezirk Grimma und damit zum Kurfürstentum Sachsen, wo die Reformation seit Ende der 1520er Jahre galt.
Der Prediger Stephan Schönbach – aus Leipzig vertrieben, weil er dort Luthers Wort verkündet hatte – soll dort als erster evangelischer Pfarrer in Holzhausen angestellt gewesen sein. Doch 1540 wurde Holzhausen wieder Filialkirche von Probstheida – es mangelte am Geld für den eigenen Pfarrer. 1916 wurde Holzhausen mit der Filiale Zuckelhausen zur eigenen Pfarrstelle.

## Bauwerk und Ausstattung

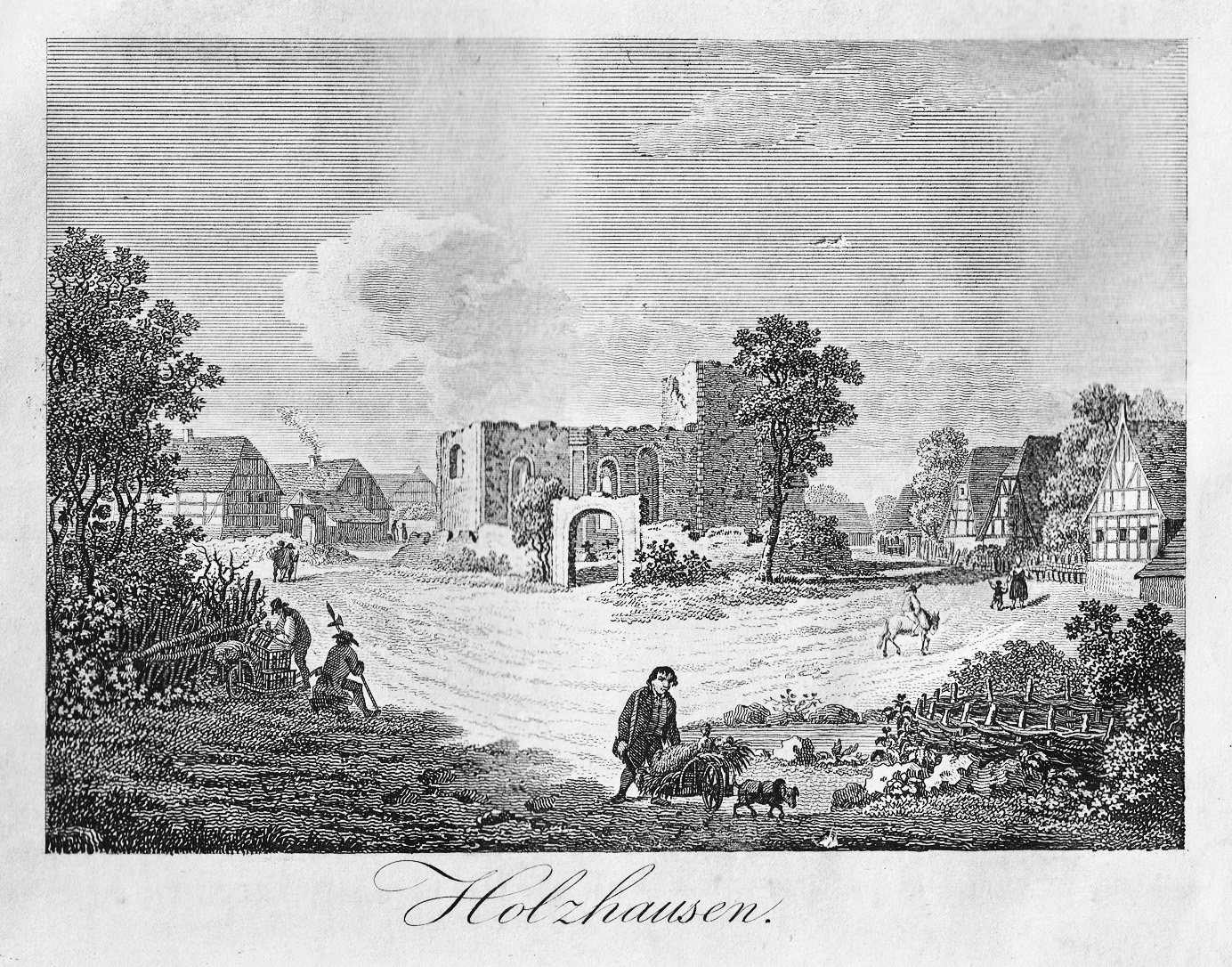
Ruine der Kirche 1815

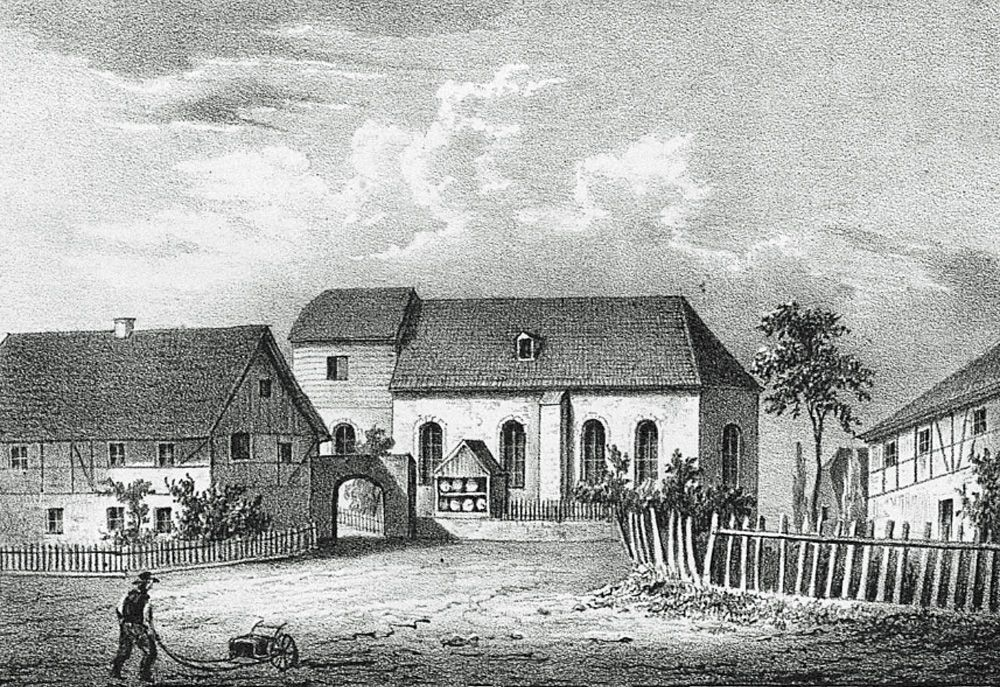
Neu erbaut, noch ohne Turm (1840)

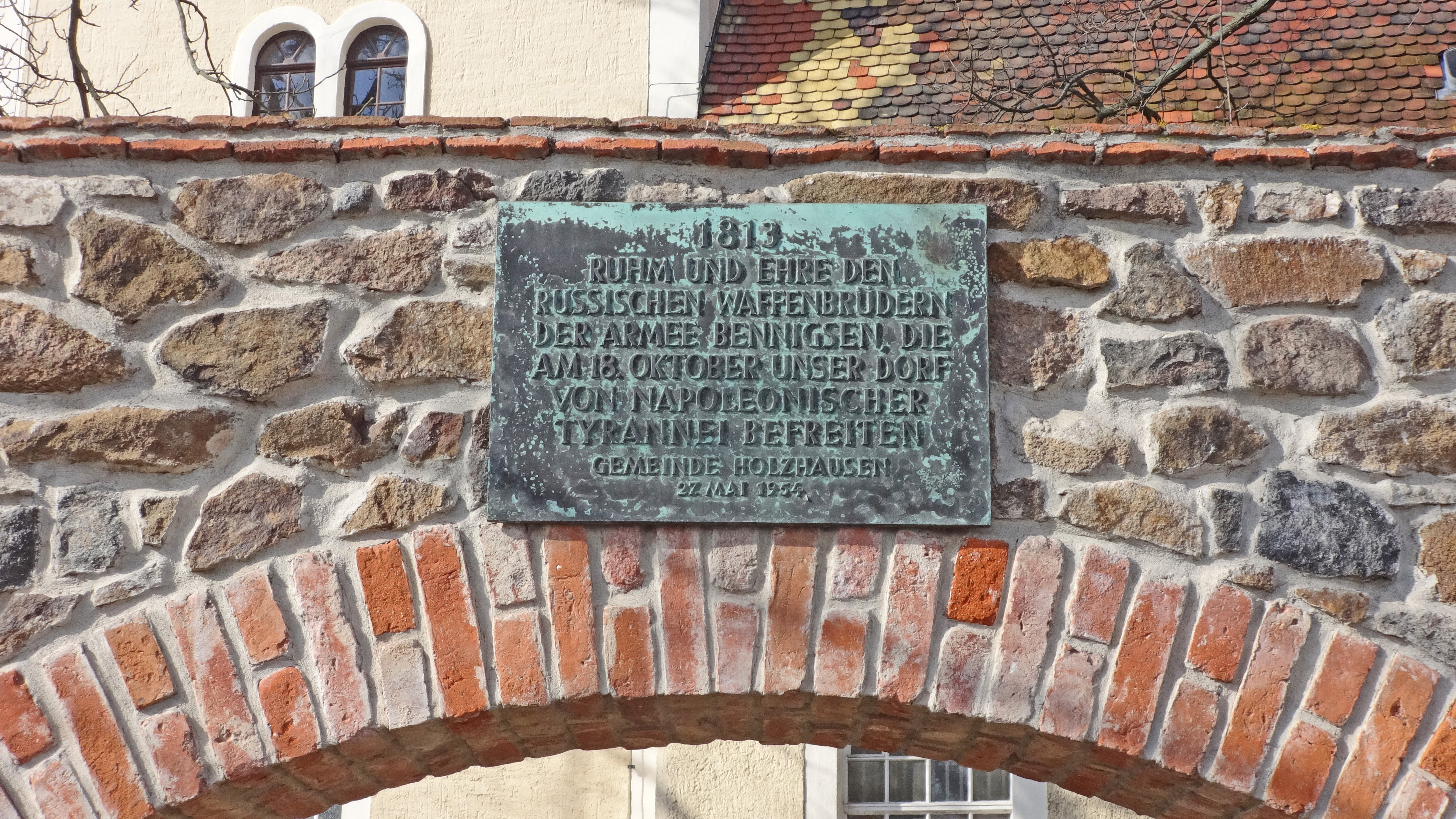
Gedenktafel an die Völkerschlacht

Die Kirche ist als rechteckiges Langhaus mit Satteldach sowie quadratischem Westturm mit Zwiebelhaube und Laterne gestaltet.
1677 gab es einige kleinere Umbauten. 1768 erfolgte ein großer Umbau, bei dem wohl nur wenig fehlte, um von einem Neubau der „zu enge gewordenen“, kleinen Kirche zu sprechen. In den Kämpfen der Völkerschlacht wurde die Kirche Holzhausen 1813 ein Opfer des Kriegsgeschehens und brannte bis auf die Grundmauern nieder. Die Kirchgemeinde baute die Kirche neu auf und weihte sie zum Erntedankfest 1818, aus Kostengründen ohne Kirchturm. Am ersten Advent 1857 wurde der Turm fertiggestellt, 2013 wurde er saniert.
Der Innenraum der Saalkirche ist in Weiß, Rosé, Apfelgrün und Gold klassizistisch gestaltet und neugotisch ausgestattet, es gibt eine dreiseitige Empore. Die Kirchenfenster entwarf Professor Schulze aus Leipzig, sie wurden 1913 von der Firma Stockinger angefertigt. 
Ein Torbogen vor der Südseite der Kirche erinnert an das ursprüngliche Ensemble von Kirche, Friedhof und Kirchschule und trägt seit 1954 eine Gedenktafel zur Völkerschlacht. Auf dem Stich von 1815 ist auch ein Torbogen vor der Nordseite zu sehen. Der Torbogen wurde nach Weihnachten 2004 Opfer eines Sturmes und 2005 originalgetreu wiederaufgebaut.
2009 wurde an das Westportal das Sühnekreuz von 1524 aufgestellt, das sich zuvor am Holzhäuser Bahnhof befunden hatte.

## Orgel
Die Orgel schuf 1831 Orgelbaumeister Johann Carl Friedrich Lochmann (1779–1838) aus Delitzsch. Das Instrument hat ein Manual, Pedal und zwölf Register. 1958 wurde es durch Hermann Lahmann aus Leipzig generalüberholt, 2005/2006 von Restaurator Volker Wiesner aus Holzhausen restauriert. Die Disposition lautet:: 
- Manual C–d"': (1) Principal 4', (2) Gedackt 8', (3) Viola di Gamba 8', (4) Flauto traverse 8', (5) Quinte 2 2/3', (6) Floete 4', (7) Octave 2', (8) Cornett 3fach ab c', (9) Mixtur 3fach
- Pedal C–d': (10) Subbass 16', (11) Violonbass 8' (keine Pfeifen vorhanden), (12) Principalbass 8'
- Spielhilfen/Hilfszüge: Pedalcoppel, Schwebung, Vaterunser-Glocke
- Stimmtonhöhe 441,7 Hz

## Geläut
Das Glockengeläut besteht seit dem 20. Oktober 2013 wieder aus drei Bronze-Kirchenglocken. Die älteste mit dem Ton c″ +7 schuf Johann Carl Berger (1777–1821) aus Leipzig 1819, die beiden anderen mit den Tönen f′ +8 und a′ +4 goss Peter Grassmayr aus Innsbruck 2013.
Die Glocke von 1819 soll laut Überlieferung aus einer nach der Völkerschlacht gefundenen Kanone als kleinste von drei Glocken für Holzhausen gegossen worden sein. Die beiden größeren Glocken mussten in den beiden Weltkriegen für Rüstungszwecke abgegeben werden. Nach dem Ersten Weltkrieg kehrten sie unversehrt in den Kirchturm zurück, doch dem Zweiten Weltkrieg fielen sie zum Opfer. 1957 wurden zum 100. Turmbau-Jubiläum von Schilling & Lattermann zwei Ersatzglocken gegossen, wegen Materialmangels waren es Eisenhartgussglocken.
2013 wurden der Glockenstuhl sowie die Uhr- und Glockenstube saniert.

## Kirchgemeinde
1393 wurde sie zur Filialkirche von Wachau, um 1500 zur Filialkirche der Kirche Probstheida (bis 1529) und erneut von 1540 bis 1916. Sie war eigenständige Pfarrkirche von 1529 bis 1540 sowie von 1916 bis 2001 als Kirchgemeinde Holzhausen und bis Ende 2020 im Schwesterkirchverhältnis mit Probstheida-Störmthal-Wachau. Seit 1. Januar 2021 ist sie Teil des Alesius-Kirchspiels Leipzig.
Die Kirche Zuckelhausen ist Filialkirche der Kirche Holzhausen von 1529 bis 1540 sowie seit 1916.
Seit 2023 (Stand: Februar 2025) ist Sebastian Schirmer Pfarrer der Evangelisch-Lutherischen Kirchgemeinde Holzhausen.

## Geistliche
Das Verzeichnis pfarrerbuch.de listet für die Kirche folgende Pfarrer auf:
- 1520: Jakob Hoppe
- 1524: Heinrich Georg
- 1531: Johann Rosenbach
- 1534: Johann Schwarm
- 1916: Georg Otto Anger
- 1920: Paul *Walter Jost
- 1947: Werner Seezen
- 1956: Gottfried Wolff